# Tephritis sinica
Tephritis sinica är en tvåvingeart som först beskrevs av Wang 1990.  Tephritis sinica ingår i släktet Tephritis och familjen borrflugor. Inga underarter finns listade i Catalogue of Life.